# Flintøkse
En flintøkse er et flinteværktøj der blev brugt i forhistorisk tid til forskellige opgaver.
De første stenøkser, var blot et stykke flint, der blev brugt som håndøkser, men de udviklede sig senere til at også at have et træskaft hvor øksehovedet sad fast. Stenen laver frakturer lidt ligesom glas eller obsidian, og kan blive hugget i form. De afslag der fremkommer ved fremstillingen af en flintøkse er skarpe nok til at også at kunne bruges til eksempelvis flintknive eller skrabere. Stenøkser var meget udbredte i neolitikum, hvor de blev brugt til at fælde træer, tilvirke tømmer og i det tidlige landbrug.
Andre stenøkser blev fremstillet i greenstone, der kom fra Langdale i Storbritanniens Lake District.
Flintestenene, der blev brugt til flintøkser, blev typisk fundet i aflejringer fra kridttiden, som der findes utallige af i Storbritannien og Danmark. I stenalderen gravede man dem i miner som eksempelvis Grime's Graves i Norfolk. I Danmark er der blandt andet blev udvundet flint ved minedrift ved Hov i Jylland.